# Port Vale Football Club
El Port Vale Football Club és un club de futbol anglès de la ciutat de Burslem, Stoke-on-Trent, Staffordshire.

## Història

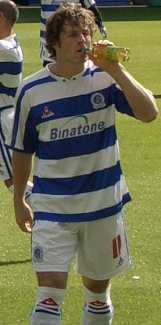
Gareth Ainsworth, el jugador més car del club.

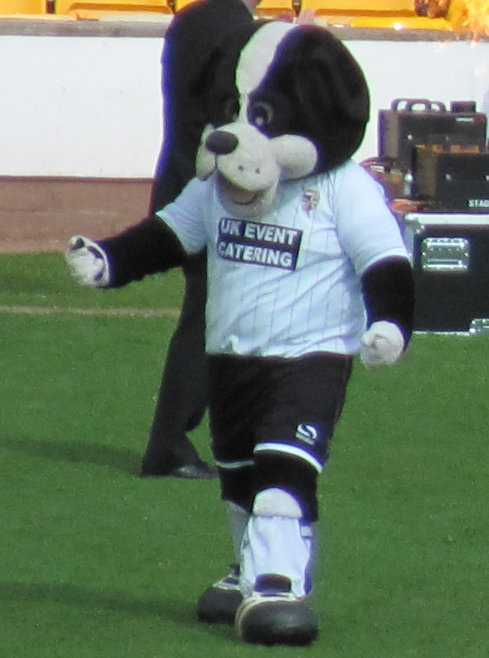
Mascota del club Boomer.

No hi ha dades precises al voltant de la data de naixement del club, però segons l'historiador Jeff Kent aquesta data fou probablement 1879, a partir d'una escissió del Porthill Victoria i el seu nom feia referència a la vall dels ports del canal. Això no obstant, el mateix club situa la seva fundació en l'any 1876, després d'una reunió a la Port Vale House, d'on hauria pres el nom. El club jugà a Longport i Westport fins que es traslladà a Burslem el 1884, adoptant el nom Burslem Port Vale. Fou membre fundador de la Second Division la temporada 1892-93. El 1907 eliminà el mot Burslem del seu nom, període en què les dificultats econòmiques l'obligaren a abandonar la lliga. Reingressà a la Football League l'octubre de 1919. La seva millor temporada arribà el 1953-54, quan guanyà el títol de la Third Division North i arribà a les semifinals de la FA Cup, perdent amb els futurs campions West Brom. La temporada 1958-59, després de perdre la categoria a Tercera, esdevingué membre fundador de la Fourth Division. Aquesta temporada esdevingué campió amb un rècord de gols de 110. La temporada 1979-80, el club assolí la seva pitjor classificació històrica, una 20a posició a la Fourth Division (88a en total). En total el club ha jugat més de 40 temporades a la Segona Divisió anglesa, però mai ha jugat a la màxima categoria.
El club ha jugat amb diversos colors amb el pas del temps. L'actual uniforme blanc i negre data del 1921.
El rival tradicional del club és l'altre equip de la ciutat, l'Stoke City.

## Estadis
Els estadis del club han estat:
- 1879, Limekiln Lane, Longport[7]
- 1881, Westport Meadows, Westport[4][7]
- 1884, Moorland Road, Burslem[7]
- 1885, Athletic Ground, Cobridge[4][7]

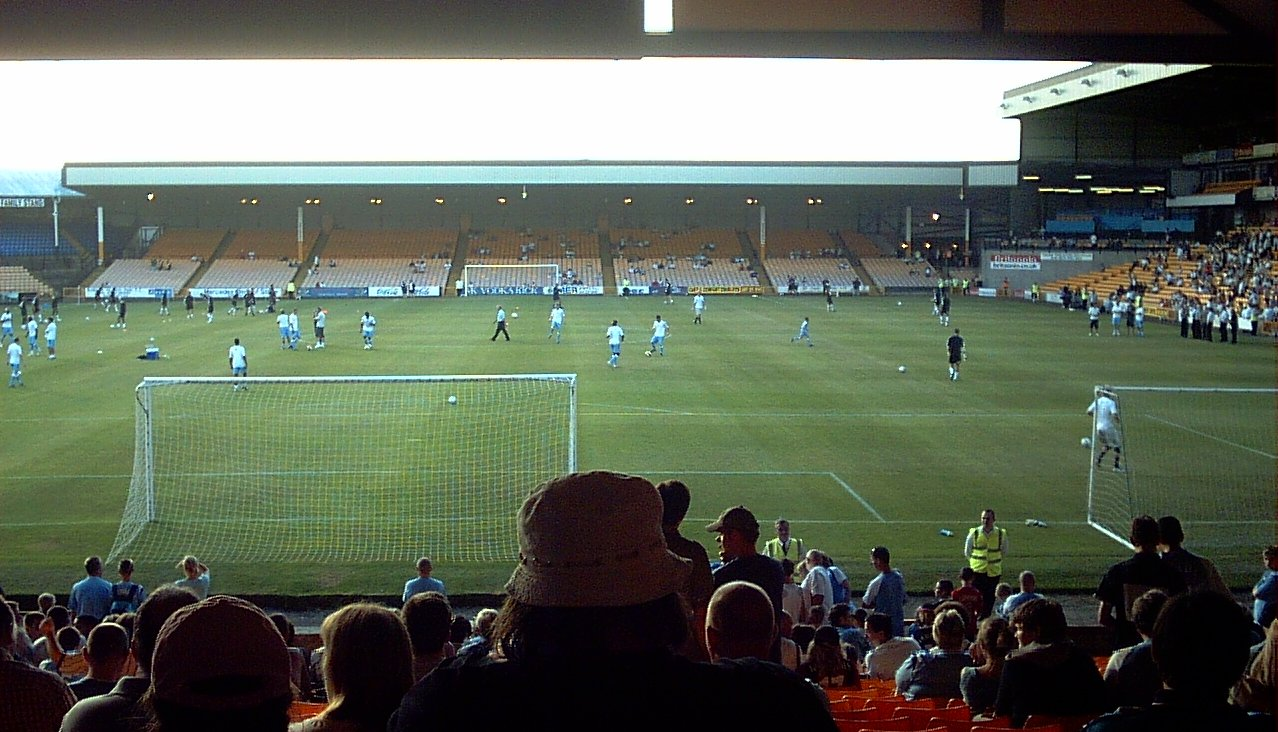
Vale Park, estadi del club des de 1950.

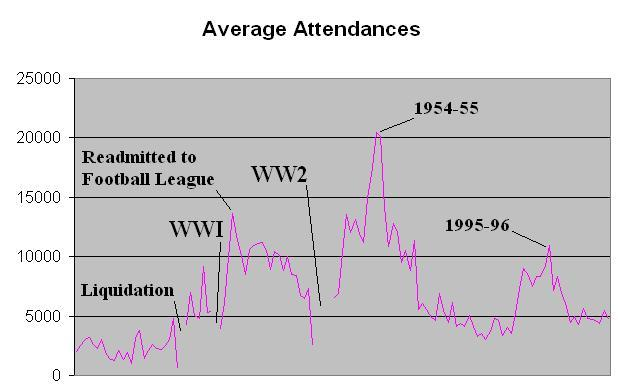
Assistència a l'estadi des de 1892-93 a 2009-10.

- 1912, Old Recreation Ground, Hanley[8]
- 1950, Vale Park, Burslem[9]

Fora de l'estadi hi ha una estàtua de Roy Sproson, jugador que disputà 842 partits oficials amb el club.

## Palmarès
- Tercera Divisió anglesa: 2
  - 1929-30, 1953-54

- Quarta Divisió anglesa: 1
  - 1958-59

- Staffordshire Senior Cup: 2
  - 1920, 2001

- Birmingham Senior Cup: 1
  - 1913

- Football League Trophy: 2
  - 1993, 2001